# Trattato di Fort Wise
Il trattato di Fort Wise venne firmato il 18 febbraio 1861 a Fort Wise (poi Fort Lyon, nell'odierno Colorado) tra il governo degli Stati Uniti d'America, rappresentato dal Commissario agli Affari indiani Alfred Greenwood, e vari capi delle tribù di nativi americani Cheyenne e Arapaho; il trattato comportò la cessione agli Stati Uniti di ampi tratti di territorio spettanti alle tribù indiane in virtù del precedente Trattato di Fort Laramie del 17 settembre 1851, e fu per questo osteggiato da vari gruppi di indiani ribelli fino a causare lo scoppio della cosiddetta "guerra del Colorado".

## Storia
La scoperta nel luglio del 1858 di vasti giacimenti auriferi nella zona del Pike's Peak nelle Montagne Rocciose spinse migliaia di minatori e coloni bianchi a stabilirsi nelle regioni orientali dell'odierno Stato del Colorado, dando vita alla cosiddetta "corsa all'oro del Pike's Peak"; fino a quel momento la regione era ancora scarsamente colonizzata da parte dei bianchi, e la maggior parte del territorio era stato dato in proprietà alle tribù di nativi da tempo installate nel Colorado orientale e nel Kansas occidentale, principalmente membri del gruppo degli Cheyenne meridionali e degli Arapaho. Su pressione delle autorità locali del Colorado, intenzionate a rivedere a proprio favore le concessioni di terra fatte agli indiani, sul finire del 1860 il Commissario agli Affari Indiani Alfred Greenwood si trasferì a Bent's New Fort, un posto commerciale vicino all'odierna città di Lamar acquistato dall'Esercito statunitense e ribattezzato "Fort Wise", per trattare con i capi nativi.
Il 18 febbraio 1861 un gruppo di dieci capi indiani siglò il trattato: per gli Cheyenne firmarono i capi Pentola Nera, Antilope Bianca, Orso Magro, Lupo Piccolo e Orso Alto, mentre per gli Arapaho siglarono i capi Piccola Cornacchia, Bocca Grande, Bufera, Barba-in-Testa e Mano Sinistra. In virtù del trattato, gli indiani rinunciarono alla proprietà di quasi i due terzi della precedente riserva del 1851, accettando di insediarsi in un'area più ristretta lungo il fiume Arkansas nel Colorado orientale, delimitata a nord dal corso del Big Sandy Creek e a sud dal confine settentrionale del Territorio del Nuovo Messico; in cambio, il governo degli Stati Uniti si impegnò a proteggere le tribù indiane da aggressioni esterne nella zona loro riservata, e di pagare per un periodo di quindici anni una somma di 30.000 dollari all'anno in beni, oltre a una somma di 5.000 dollari all'anno per cinque anni in strutture e attrezzature per permettere agli indiani di coltivare la terra. I capi intesero dalle trattative che la loro libertà di movimento e di caccia estiva nel precedente territorio non sarebbe stata limitata, una questione vitale visto che la nuova area di insediamento era scarsa di selvaggina e difficilmente coltivabile, ma questo punto del trattato rimase controverso.
La percentuale di capi firmatari del trattato era piuttosto bassa perché questo potesse essere imposto e applicato uniformemente tra i vari clan tribali; in particolare, la cessione a favore dei bianchi di una così vasta estensione di territorio scatenò l'opposizione dei membri dei "Soldati Cane" (Hotamétaneo'o in lingua cheyenne), una delle sei principali società-guerriere cheyenne ormai cresciuta fino a diventare un gruppo autonomo e ferocemente ostile alla penetrazione bianca nelle terre della tribù: bande sparse di Soldati Cane presero a continuare a cacciare nel territorio ceduto e occasionalmente ad assalire e razziare gli insediamenti dei bianchi, facendo salire la tensione con le autorità del Colorado. Lo stato di tensione esplose poi nell'aprile del 1864, con attacchi indiscriminati delle truppe del Colorado agli insediamenti di Cheyenne e Arapaho, culminati con il massacro di Sand Creek del 29 novembre 1864 e con lo scoppio della cosiddetta "guerra del Colorado".